# Aepyornithomimus
Aepyornithomimus (лат.) — род тероподных динозавров из семейства орнитомимид (Ornithomimidae). Описан по ископаемым остаткам из отложений джадохтской свиты в Монголии, датируемых верхним мелом (кампан; 75—71 млн лет). Включает единственный вид — Aepyornithomimus tugrikinensis.

## История изучения

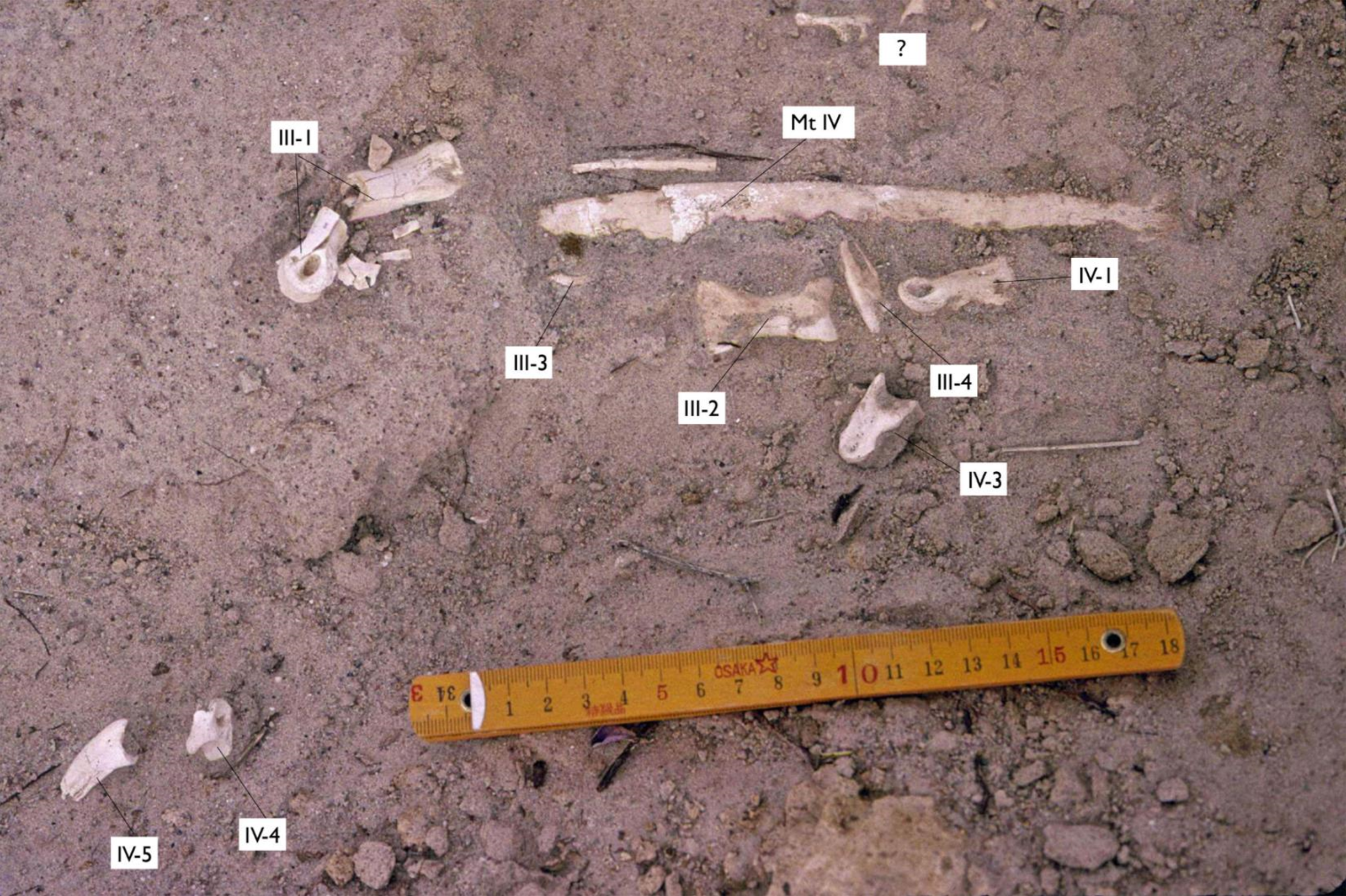
Образец MPC-D 100/130 в процессе раскопок

Голотип MPC-D 100/130 был обнаружен в местонахождении Tögrögiin Shiree джадохтской свиты палеонтологом Сигеру Судзуки во время совместной японско-монгольской палеонтологической экспедиции в пустыню Гоби в 1994 году. Это местонахождение представлено семиаридными эоловыми отложениями, которые состоят из светло-серых, лишённых структуры песков и песчаников.
Обнаруженный экземпляр включает почти полностью сохранившуюся левую стопу с неполной таранной костью, полную пяточную кость и третью предплюсневую кость. В настоящее время он хранится в Институте палеонтологии и геологии Монгольской академии наук.
Образец MPC-D 100/130 был официально описан в 2017 году палеонтологами Цогтбаатаром Чинзоригом, Ёсицугу Кобаяси, Хишигжавом Цогтбаатаром, Филипом Карри, Махито Ватабэ и Ринченом Барсболдом, которые дали название новым роду и виду Aepyornithomimus tugrikinensis. Родовое название Aepyornithomimus происходит от латинского названия вымерших птиц рода эпиорнисов (Aepyornis) и лат. mimus — «имитирующий», что отсылает на схожее строение задних конечностей. Видовое название tugrikinensis отсылает к месту обнаружения, Tögrögiin Shiree.

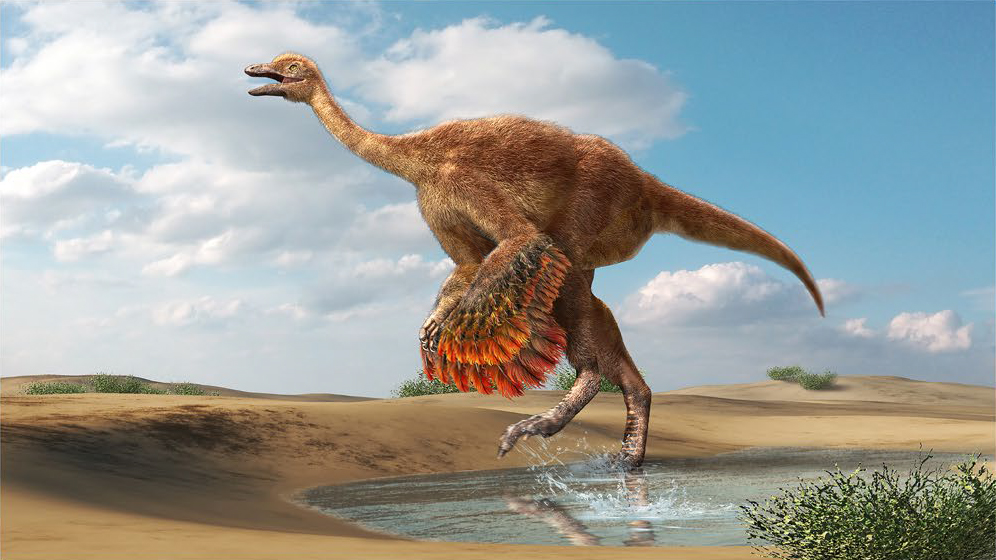
Реконструкция внешнего облика

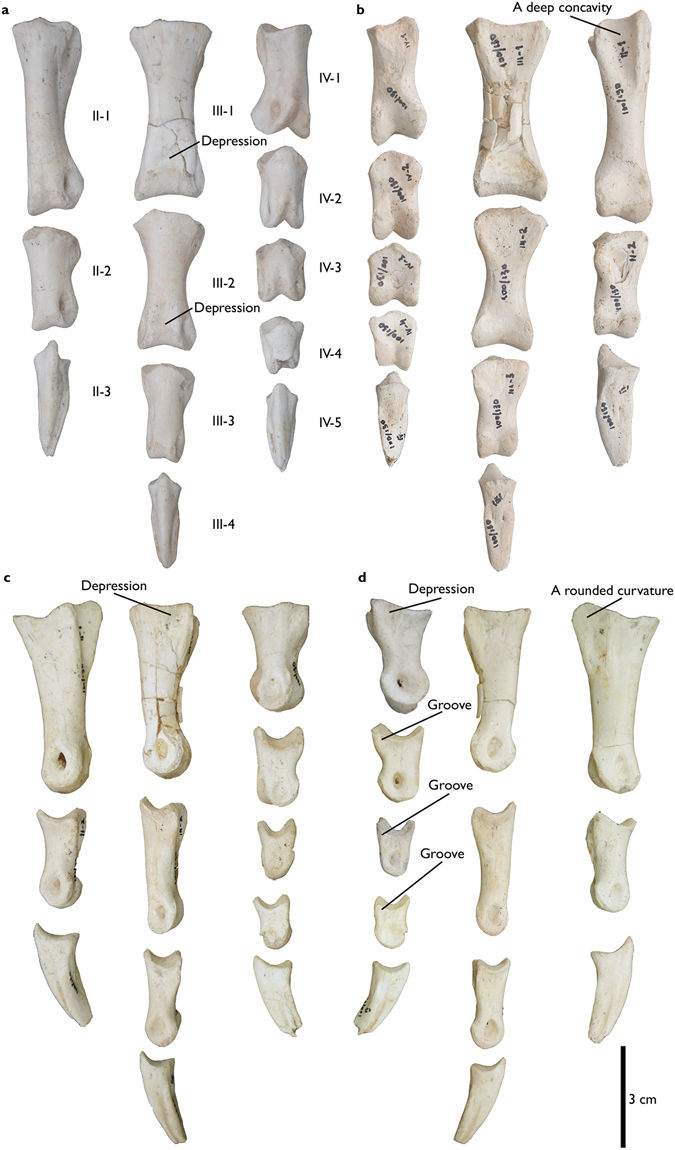
Фаланги

## Классификация
В ходе филогенетического анализа было установлено, что Aepyornithomimus является производным орнитомимизавром, тесно связанным со струтиомимом, орнитомимом, галлимимом и ансеримимом. Точная систематика этой группы производных орнитомимид не была установлена, но было обнаружено, что они тесно связаны с дейнохейридами и археорнитомимом (который был сгруппирован с неописанным таксоном из биссектинской свиты). Морфология плюсны Aepyornithomimus промежуточна между базальными орнитомимозаврами и более поздними видами.

## Палеоэкология
Джадохтская свита, в которой были найдены остатки Aepyornithomimus, образовалась в кампанском веке в местности, которая представляла собой засушливую эоловую пустыню, похожую на современную пустыню Гоби. Более молодая нэмэгэтинская свита формировалась уже в более влажной, речной среде. Aepyornithomimus — первый описанный орнитомимозавр, найденный в этих более ранних, более сухих отложениях, что указывает на то, что эта группа могла приспосабливаться к различным условиям окружающей среды.